# Naharkatiya
Naharkatiya é uma cidade e uma town area committee no distrito de Dibrugarh, no estado indiano de Assam.

## Demografia
Segundo o censo de 2001, Naharkatiya tinha uma população de 15 528 habitantes. Os indivíduos do sexo masculino constituem 53% da população e os do sexo feminino 47%. Naharkatiya tem uma taxa de literacia de 78%, superior à média nacional de 59,5%: a literacia no sexo masculino é de 82% e no sexo feminino é de 74%. Em Naharkatiya, 10% da população está abaixo dos 6 anos de idade.